# Horace Greeley
Horace Greeley (3 de fevereiro de 1811 – 29 de novembro de 1872) foi um jornalista estadunidense e fundador do Partido Republicano.
Foi um ferrenho crítico da escravidão e um dos maiores nomes do abolicionismo nos Estados Unidos, membro do Partido Whig entre 1847 a 1854, após a promulgação da Lei de Kansas-Nebraska que incentivava a expansão da escravidão para o Oeste e a entrada de novos "Estados escravocratas", ele como resposta, uniu-se junto com as antigas lideranças do Partido Whig como Abraham Lincoln, e juntos fundaram um novo partido, o Partido Republicano como uma forma de resposta à essa lei, esse partido se opunha à escravidão. Em 1860, o Partido Republicano lançou a candidatura de Abraham Lincoln que foi eleito presidente numa eleição bastante apertada e turbulenta, aquela foi uma das eleições mais turbulentas da história americana, a candidatura de Lincoln foi fortemente apoiada por Greeley, após a sua posse, Greeley constantemente incentivava Lincoln a abolir a escravidão e inclusive chegou a apresentar Frederick Douglass a Lincoln. Em 1862 com o objetivo de enfraquecer os confederados Lincoln aprovou a Lei de Emancipação dos Escravos que abolia definitivamente a escravidão em todos os estados dos Estados Unidos, após esse feito Greeley ficou muito feliz e o elogiou na tribuna de seu jornal, em 1864 ele apoiou a reeleição de Lincoln. Foi candidato à presidente em 1872 pela ala Liberal do Partido Republicano contra os "radicais republicanos" apoiados por Grant. Ele concorreu sob uma plataforma moderada, em contraste com o "radicalismo" de Grant e seus apoiadores. Nunca chegou a ser um democrata, mas foi apoiado pelo partido Democrata, que viu sua candidatura como uma oportunidade de tentar voltar à Casa Branca; porém, logo após a eleição, Greeley faleceu em 29 de novembro de 1872 aos 61 anos de idade, ele morreu durante o sono em sua residência que ficava numa vila do Condado de Westchester no estado de Nova Iorque. Naquele ano, o povo já tinha votado na eleição presidencial, mas o Colégio eleitoral não, por isso os delegados que se comprometeram a votar em Greeley acabaram migrando para seu companheiro de chapa e demais políticos democratas do sul, no final, dos 66 delegados que se comprometeram a votar em Greeley, apenas 3 votaram nele. Essa foi a única vez que um candidato morreu poucas semanas após as eleições nos Estados Unidos. Ele teve um funeral simples e foi enterrado no Cemitério Green-Wood, também foi  do Autor da famosa frase "Go West, young man, go West" (Para o Oeste, meu jovem, para o Oeste).